# Polietilén
| Polietilén |                                                       |
| Polietilén |                                                       |
| |                                                       |
| \| \| \| |                                                       |
| |                                                       |
| IUPAC-név | polietén vagy poli(metilén)                           |
| Kémiai azonosítók                                                                                               |                                                       |
| CAS-szám | 9002-88-4                                             |
| EINECS-szám | 618-339-3                                             |
| KEGG | C19503                                                |
| ChEBI | 53227                                                 |
| Beilstein | 8190079                                               |
| UNII | J245LN42AI                                            |
| Kémiai és fizikai tulajdonságok                                                                                 |                                                       |
| Kémiai képlet                                                                                                   | (C2H4)x                                               |
| Sűrűség | 0,941 g/cm³, HDPE 0,926 g/cm³, MDPE 0,915 g/cm³, LDPE |
| Olvadáspont | 105–115 °C, LDPE 120–130 °C, MDPE, HDPE               |
| Ha másként nem jelöljük, az adatok az anyag standardállapotára (100 kPa) és 25 °C-os hőmérsékletre vonatkoznak. |                                                       |
| |                                                       |

A polietilén (IUPAC név: polietilén vagy poli(metilén)) (rövidítése: PE) a legszélesebb körben használt műanyag. A legnagyobb felhasználója a csomagolóipar (műanyag hordtáskák).

## Előállítása
- Az  etilén  (C2H4)  közönséges  nyomáson  és  hőmérsékleten  gáz  halmazállapotú  anyag.  Polimerizációval  hosszú    láncmolekulákból    álló,    szilárd    halmazállapotú    polietilént    állítanak    elő    adott    üzemi  körülmények  között  a  következő  reakció  szerint:n  H2C=CH2--> [-H2C-CH2-]n  etilén                        polietilén
- Az etilén molekula (C2H4) két CH2 csoport egy kettős kötéssel egymáshoz kapcsolva CH2=CH2:
- A polietilén az etilén polimerizációjaként jön létre. A polimerizáció végbemehet gyökösen, anionosan és kationosan is, mivel az etilénnek nincsen semmilyen szubsztituens csoportja, amely negatívan befolyásolná a láncnövekedést.

## Osztályozása
A polietilénből készült termékek mechanikai tulajdonságait a molekulatömeg, a kristályosság, az elágazottság mértéke és típusa (rövid vagy hosszú láncú elágazások) nagyban befolyásolják, emiatt a polietilént a sűrűsége és a polimer láncok elágazottsága alapján több kategóriába szokták sorolni.

### Nagy sűrűségű polietilén (HDPE)
A HDPE (angolul: high-density polyethylene; más néven: kemény polietilén, röviden: KPE) sűrűsége legalább 0,941 g/cm³. A HDPE-ben kevesebb az elágazás, így erősebb intermolekuláris kölcsönhatások jönnek létre; a szakítószilárdsága magasabb. A HDPE-t króm/szilícium-dioxid, Ziegler-Natta vagy metallocén katalizátorokkal szokták előállítani. A HDPE-t leggyakrabban termékek csomagolására, italos palackok, tisztítószeres flakonok, margarinos dobozok, szemetes konténerek,szállítószalag görgők, és vízvezetékek előállítására használják. 

### Közepes sűrűségű polietilén (MDPE)
Az MDPE sűrűsége 0,926-0,940 g/cm³ között változik. A HDPE-hez hasonló módon ezt a polietilént is króm/szilícium-dioxid, Ziegler-Natta vagy metallocén katalizátorokkal szokták előállítani. A HDPE-nél ütésállóbb és kevésbé repedezik. Az MDPE-ből leggyakrabban gázvezeték, szerelvény, zsák, zsugorfólia, csomagolási fólia és hordtáska készül.

### Kis sűrűségű polietilén (LDPE)
Az LDPE sűrűsége 0,915-0,925 g/cm³ között változik. Az LDPE-nél a polimer láncoknak magas az elágazottsága (átlagosan a szénatomok 2%-án található elágazás), ennek köszönhetően az intermolekuláris kölcsönhatások gyengébbek, leginkább csak pillanatnyi dipól vagy indukált dipól kölcsönhatások jelentkeznek. Ez okozza, hogy az LDPE-nek kisebb a szakítószilárdsága, viszont a hajlékonysága magasabb. Az LDPE-t szabad gyökös polimerizációval állítják elő. Az LDPE-t leggyakrabban fóliának és műanyag zacskónak szokták használni.

### Térhálós polietilén (XLPE/PEX)
Az XLPE/PEX (angolul: cross-linked polyethylene; magyarul: térhálós polietilén, röviden: THPE) általában közép- és nagyfeszültségű kábelek köpenyeként alkalmazzák. Használhatósági hőmérséklet-tartománya -50 °C és +90 °C közé esik. Előnye a magas hőmérsékleten való tartós üzemelés, akár hidegtűrés mellett is.

## Kopolimerek
Az etilént széles körben lehet kopolimerizálni, leggyakrabban alfa-olefinekkel, viszont számos egyéb monomerrel és olyan ionos rendszerekkel is, amelyek képesek ionizált szabad gyökök létrehozására. Gyakori kopolimerek pl. az etilén-vinil-acetát (EVA) és számos akrilát-etilén kopolimer.